# Xiphochaeta nudicosta
Xiphochaeta nudicosta là một loài ruồi trong họ Tachinidae.